# Лекартув
Лекартув (пол. Lekartów, нім. Mettich) — село в Польщі, у гміні Петровиці-Великі Рациборського повіту Сілезького воєводства.
Населення — 214 осіб (2011).
У 1975-1998 роках село належало до Катовицького воєводства.

## Демографія
Демографічна структура станом на 31 березня 2011 року:
|          | Загалом | Допрацездатний вік | Працездатний вік | Постпрацездатний вік |
| -------- | ------- | ------------------ | ---------------- | -------------------- |
| Чоловіки | 89      | 16                 | 61               | 12                   |
| Жінки    | 125     | 23                 | 76               | 26                   |
| Разом    | 214     | 39                 | 137              | 38                   |